# 2023年世界陸上競技選手権大会タンザニア選手団
2023年世界陸上競技選手権大会タンザニア選手団は、2023年8月19日から8月27日までハンガリーのブダペストで開催された第19回世界陸上競技選手権大会のタンザニア選手団。

## 選手団
- 人員: 選手 1人

## 選手名簿・結果
| 選手                 | 種目         | 結果     | 順位     |
| -------------------- | ------------ | -------- | -------- |
| アルフォンス・シンブ | 男子マラソン | 途中棄権 | 途中棄権 |